# Antoni Mińkiewicz
Antoni Mińkiewicz lub Minkiewicz (ur. 16 września 1881 w Łyczówce, zm. po 12 lipca 1920) – polski inżynier górnik, działacz społeczny, minister.
Urodził się w rodzinie ziemiańskiej. Absolwent I Gimnazjum w Żytomierzu. Wstąpił na studia na Uniwersytet Kijowski, z którego został usunięty za udział w polskich organizacjach młodzieżowych i udział w patriotycznej manifestacji. Następnie studiował w Akademii Górniczej w Leoben.
Pracował jako inżynier górniczy w Kopalni „Józef” na Starym Olkuszu. Jako prezes Komitetu Ratunkowego w Olkuszu przyczynił się m.in. do utworzenia w 1916 polskiego Gimnazjum im. Króla Kazimierza Wielkiego, oddziału Polskiego Towarzystwa Turystycznego i dwutygodnika Kronika Powiatu Olkuskiego.
W okresie od 23 października 1918 do 4 listopada 1918 i od 17 listopada 1918 do 30 września 1919 był ministrem aprowizacji w rządach Józefa Świeżyńskiego, Jędrzeja Moraczewskiego i Ignacego Jana Paderewskiego.
Od 17 stycznia 1920 był naczelnym komisarzem Zarządu Cywilnego Ziem Wołynia i Frontu Podolskiego. 12 lipca 1920 wracał pociągiem z Płoskirowa do Krzemieńca z rozmów z Symonem Petlurą dotyczących współpracy polsko-ukraińskiej. Pociąg został zaatakowany przez kawalerzystów Armii Konnej Budionnego pod Czarnym Ostrowem na trasie Płoskirów - Wołoczyska, a Mińkiewicz zaginął w czasie ataku – prawdopodobnie dostał się do niewoli lub zginął.
Dekretem Naczelnika Państwa z 29 grudnia 1921 został odznaczony Orderem Odrodzenia Polski klasy III – w uznaniu zasług położonych dla Rzeczypospolitej Polskiej w dziedzinie działalności społecznej i państwowej.
Od 1989 roku jest patronem Muzeum Regionalnego PTTK w Olkuszu.